# Ioduro di calcio
Lo ioduro di calcio è un sale inorganico. In forma cristallina può esistere come CaI2 anidro o nelle diverse forme idrate tra cui il monoidrato di formula CaI2·H2O e numero CAS 71626-98-7 ed il tetraidrato di formula CaI2·4H2O e numero CAS 13640-62-5.

## Sintesi
In soluzione lo ioduro di calcio può essere sintetizzato facendo reagire una sostanza contenente il catione Ca2+ con acido iodidrico o iodio molecolare. Tra le reazioni più comuni vi sono le seguenti:
{\displaystyle {\ce {CaCO3 + 2HI -> CaI2 + H2O + CO2}}}
{\displaystyle {\ce {CaO + 2HI -> CaI2 + H2O}}}
{\displaystyle {\ce {6Ca(OH)2 + 6I2 -> 5CaI2 + Ca(IO3)2 + 5H2O}}}
{\displaystyle {\ce {CaC2O4 + I2 -> CaI<2 + 2CO2}}}

## Reazioni
Lo ioduro di calcio ha proprietà simili a quelle di altri sali della sua categoria, come ad esempio il cloruro di calcio CaCl2. Nel 1898 il premio nobel Henri Moissan utilizzò il CaI2 per isolare per la prima volta il calcio in forma metallica con la seguente reazione:
{\displaystyle {\ce {CaI2 + 2Na -> 2NaI + Ca}}}
Lo ioduro di calcio è in grado di reagire molto lentamente con l'ossigeno e l'anidride carbonica presenti nell'aria:
{\displaystyle {\ce {2CaI2 + 2CO2 + O2 -> 2CaCO3 + 2I2}}}
durante la reazione viene prodotto iodio molecolare responsabile della colorazione giallastra dei campioni impuri di CaI2.